# Liste der Naturdenkmale in Wilsdruff
Die Liste der Naturdenkmale in Wilsdruff nennt die Naturdenkmale in Wilsdruff im sächsischen Landkreis Sächsische Schweiz-Osterzgebirge.

## Definition
„Naturdenkmäler sind rechtsverbindlich festgesetzte Einzelschöpfungen der Natur oder entsprechende Flächen bis zu fünf Hektar, deren besonderer Schutz erforderlich ist
1. aus wissenschaftlichen, naturgeschichtlichen oder landeskundlichen Gründen oder
2. wegen ihrer Seltenheit, Eigenart oder Schönheit.“

„§ 18 – Naturdenkmäler – (zu § 28 BNatSchG)
(1) Die Erklärung nach § 22 Abs. 1 BNatSchG von Teilen von Natur und Landschaft als Naturdenkmal erfolgt durch Rechtsverordnung oder Einzelanordnung.
(2) Über § 28 Abs. 1 BNatSchG hinaus können Naturdenkmäler zur Sicherung von Lebensgemeinschaften oder Lebensstätten von im Bestand gefährdeten oder streng geschützten Arten festgesetzt werden.“

## Liste
Link zu einem Kartenansichtstool, um Koordinaten zu setzen.
| Bild                          | Bezeichnung                                                       | Lage                                                                        | Beschreibung                                            | Datum                                                               | Nummer  |
| ----------------------------- | ----------------------------------------------------------------- | --------------------------------------------------------------------------- | ------------------------------------------------------- | ------------------------------------------------------------------- | ------- |
| BW                            | Geriete                                                           | Grumbach (51° 0′ 45″ N, 13° 31′ 4,4″ O)                                     |                                                         |                                                                     | WRK 054 |
| BW                            | Pfeifenbusch im Eichelgrund                                       | Grumbach, Braunsdorf (51° 0′ 7,9″ N, 13° 33′ 6,3″ O)                        |                                                         |                                                                     | WRK 055 |
| BW                            | Schieferbusch                                                     | Grumbach (51° 1′ 46,8″ N, 13° 30′ 4,8″ O)                                   |                                                         |                                                                     | WRK 056 |
| BW                            | Reste der alten Poststraße                                        | Grumbach (51° 1′ 36,5″ N, 13° 31′ 34,2″ O)                                  |                                                         |                                                                     | WRK 057 |
| BW                            | Grauer Bruch bei Blankenstein                                     | Blankenstein (51° 2′ 47,7″ N, 13° 25′ 45,9″ O)                              |                                                         |                                                                     | WRK 094 |
| BW                            | Struthhang bei Wilsdruff                                          | Limbach, Wilsdruff (51° 2′ 16,7″ N, 13° 29′ 28,2″ O)                        |                                                         |                                                                     | WRK 095 |
| BW                            | Weißer Bruch bei Blankenstein                                     | Blankenstein (51° 2′ 59,8″ N, 13° 25′ 49″ O)                                |                                                         |                                                                     | WRK 096 |
| BW                            | Nasswiese am Kaufbacher Bach bei Wilsdruff                        | Wilsdruff (51° 2′ 59,2″ N, 13° 32′ 53,6″ O)                                 |                                                         |                                                                     | WRK 097 |
| mehr Fotos \| Fotos hochladen | Lindenallee Birkenhain                                            | Birkenhain, Limbach (51° 2′ 58,2″ N, 13° 29′ 51,1″ O)                       |                                                         |                                                                     | WRK 098 |
| BW                            | Ludwigsbusch Blankenstein                                         | Blankenstein (51° 2′ 25,5″ N, 13° 27′ 9,7″ O)                               |                                                         |                                                                     | WRK 099 |
| BW                            | Schloßberg                                                        | Blankenstein (51° 2′ 15,4″ N, 13° 25′ 41,6″ O)                              |                                                         |                                                                     | WRK 100 |
| BW                            | Teich der ehemaligen Krillemühle                                  | Blankenstein (51° 1′ 55,4″ N, 13° 26′ 10,2″ O)                              |                                                         |                                                                     | WRK 101 |
| BW                            | Ludwigsbusch Helbigsdorf                                          | Helbigsdorf (51° 1′ 34,9″ N, 13° 28′ 27,3″ O)                               |                                                         |                                                                     | WRK 102 |
| BW                            | Mühlgrabenabfluss der Dietrichmühle                               | Helbigsdorf (51° 1′ 36,8″ N, 13° 26′ 33,3″ O)                               |                                                         |                                                                     | WRK 103 |
| BW                            | Erlenbruchwald                                                    | Helbigsdorf (51° 2′ 7″ N, 13° 29′ 36,9″ O)                                  |                                                         |                                                                     | WRK 104 |
| BW                            | Peters Busch                                                      | Kaufbach (51° 3′ 29″ N, 13° 33′ 56,2″ O)                                    |                                                         |                                                                     | WRK 105 |
| BW                            | Gehölz im Tal der kleinen Triebisch                               | Limbach (51° 2′ 32,2″ N, 13° 29′ 4,2″ O)                                    |                                                         |                                                                     | WRK 106 |
| Fotos hochladen               | Nasswiese Wilsdruff                                               | Wilsdruff (51° 2′ 28,3″ N, 13° 31′ 12,2″ O)                                 |                                                         |                                                                     | WRK 109 |
| mehr Fotos \| Fotos hochladen | Geologischer Aufschluss (Porphyrfächer Schmiedersgraben)          | Herzogswalde (50° 59′ 55,8″ N, 13° 28′ 56,8″ O)                             |                                                         |                                                                     | WRK 005 |
| BW                            | Weidepferch aus lebender Dornhecke                                | Mohorn (51° 0′ 39,2″ N, 13° 26′ 59,5″ O)                                    |                                                         |                                                                     | WRK 058 |
| BW                            | Reiterloch mit angrenzenden Wiesenstreifen                        | Limbach (51° 2′ 25,2″ N, 13° 29′ 20,7″ O)                                   |                                                         |                                                                     | WRK 107 |
| Fotos hochladen               | Bachabschnitt Wilde Sau                                           | Wilsdruff, Grumbach (51° 2′ 30,3″ N, 13° 31′ 26,3″ O)                       |                                                         |                                                                     | WRK 108 |
| BW                            | Herrenwiese im Triebischtal                                       | Mohorn (51° 1′ 13,9″ N, 13° 27′ 39,3″ O)                                    |                                                         |                                                                     | WRK 091 |
| BW                            | Teich oberhalb des Kalkwerkes Braunsdorf                          | Braunsdorf (51° 0′ 42″ N, 13° 34′ 8,7″ O)                                   |                                                         |                                                                     | WRK 048 |
| BW                            | Pfarrwiese Kesselsdorf                                            | Kesselsdorf (51° 1′ 36,8″ N, 13° 36′ 17,4″ O)                               |                                                         |                                                                     | WRK 092 |
| BW                            | 16 überständige Apfelbäume nordöstlich des Kalkwerkes Braunsdorf  | Braunsdorf (51° 0′ 44,6″ N, 13° 34′ 14,8″ O)                                |                                                         |                                                                     | WRK 061 |
| BW                            | Kleinbahneinschnitt Kesselsdorf                                   | Kesselsdorf (51° 1′ 41,7″ N, 13° 35′ 15,6″ O)                               |                                                         |                                                                     | WRK 087 |
| BW                            | Standort großblütiger Fingerhut in Kesselsdorf                    | Kesselsdorf (51° 1′ 37,8″ N, 13° 36′ 2,6″ O)                                |                                                         |                                                                     | WRK 066 |
| BW                            | Stieleiche im Schäfereigarten in Braunsdorf (Querus robur)        | Braunsdorf (51° 1′ 0,9″ N, 13° 34′ 24,3″ O)                                 |                                                         | 2, 4, 5                                                             | wrk 007 |
| BW                            | Stieleiche vor dem Friedhof in Blankenstein (Quercus robur)       | Blankenstein (51° 2′ 17,4″ N, 13° 25′ 47,7″ O)                              |                                                         | 2, 5                                                                | wrk 035 |
| Fotos hochladen               | Sommerlinde am Jagdschloss in Herzogswalde (Tilia platyphyllos)   | Herzogswalde (51° 0′ 48,3″ N, 13° 29′ 26,6″ O)                              |                                                         | 1, 2, 4, 5                                                          | wrk 048 |
| Fotos hochladen               | Traubeneiche in der Ortsmitte von Mohorn (Quercus petraea)        | Mohorn (51° 0′ 2,4″ N, 13° 27′ 36,8″ O)                                     |                                                         | 5                                                                   | wrk 057 |
| BW                            | Sommerlinde vor dem Pfarrhaus in Kesselsdorf (Tilia platyphyllos) | Kesselsdorf (51° 1′ 52,1″ N, 13° 35′ 45,3″ O)                               |                                                         | 4, 5                                                                | wrk 075 |
| BW                            | Aufschluss am Heyneberg bei Helbigsdorf                           | Helbigsdorf (51° 1′ 31,1″ N, 13° 27′ 13,8″ O)                               | geologisches Naturdenkmal                               | Beschluss-Nr. 139/257/88 des Rat des Kreises Freital vom 17.10.1988 | wrk 089 |
| BW                            | Blankensteiner Sommerlinde                                        | Blankenstein (51° 2′ 15,3″ N, 13° 25′ 46,1″ O)                              | 2009 Naturdenkmal, 2014 nicht in der Verordnung genannt |                                                                     |         |
| BW                            | 1 Bergahorn                                                       | Blankenstein (51° 2′ 20,5″ N, 13° 26′ 32,4″ O)                              | 2009 Naturdenkmal, 2014 nicht in der Verordnung genannt |                                                                     |         |
| BW                            | Sommerlinden                                                      | Grumbach (51° 1′ 59,9″ N, 13° 32′ 34,2″ O)                                  | 2009 Naturdenkmal, 2014 nicht in der Verordnung genannt |                                                                     |         |
| BW                            | 12 Spitz- und Bergahorn und 1 Sommerlinde                         | Grumbach (51° 1′ 34,7″ N, 13° 33′ 6,3″ O)                                   | 2009 Naturdenkmal, 2014 nicht in der Verordnung genannt |                                                                     |         |
| Fotos hochladen               | Winterlinde am Bauerngut                                          | Grumbach (51° 2′ 5,1″ N, 13° 32′ 40,8″ O)                                   | 2009 Naturdenkmal, 2014 nicht in der Verordnung genannt |                                                                     |         |
| Fotos hochladen               | Sommerlinde                                                       | Grund (50° 59′ 35″ N, 13° 28′ 23″ O)                                        | 2009 Naturdenkmal, 2014 nicht in der Verordnung genannt |                                                                     |         |
| BW                            | 2 Linden am oberen Eingang des Friedhofes                         | Kesselsdorf (51° 1′ 50,7″ N, 13° 35′ 47″ O)                                 | 2009 Naturdenkmal, 2014 nicht in der Verordnung genannt |                                                                     |         |
| BW                            | Winterlinde                                                       | Kleinopitz (51° 0′ 19,1″ N, 13° 36′ 22,9″ O)                                | 2009 Naturdenkmal, 2014 nicht in der Verordnung genannt |                                                                     |         |
| BW                            | Ahorn-Linden-Allee                                                | Limbach innerorts, entlang der Hauptstraße (51° 3′ 3,2″ N, 13° 28′ 42,4″ O) | 2009 Naturdenkmal, 2014 nicht in der Verordnung genannt |                                                                     |         |
| BW                            | Limbacher Esche                                                   | Limbach (51° 3′ 18,3″ N, 13° 28′ 1,2″ O)                                    | 2009 Naturdenkmal, 2014 nicht in der Verordnung genannt |                                                                     |         |

Das Nummernschema des Landkreises unterscheidet
- Einzelnaturdenkmal = Kleinbuchstaben (wrk 001 Babisnauer Pappel; …)
- Flächennaturdenkmal = Großbuchstaben (WRK 001 Kugelpechstein; …)